# Luksusfellen
Luksusfellen (i Sverige Lyxfällan Norge) är norskt reality- och livsstilsprogram som sänds i TV3 Norge med Hilde Christie Wright som berättare. Programmet hade premiär 24 mars 2008.
Såväl TV3 Danmark som TV3 i Sverige sänder egna versioner av programmet, med namnen Luksusfælden och Lyxfällan.

## Programmet
Luksusfellen är baserat på det danska programformatet Luxury trap. I programmet besöker man personer som har problem med sin ekonomi och spenderar mer än deras inkomster och ofta har stora skulder. De får hjälp att lösa sin ekonomi Programmet vann Gullruten 2010 och 2014 som bästa magasin- eller livsstilsprogram.

## Medverkande
- Hallgeir Kvadsheim
- Silje Sandmæl
- Magne Gundersen
- Cecilie Lynum
- Robert Speare
- Elin Ørjasæter
- Thor Christian Moe
- Lena Heimstad
- Jonas Bakkevig
- Christian Vennerød